# Lepidagathis inaequalis
Lepidagathis inaequalis är en akantusväxtart som beskrevs av C. B. Cl. och Adolph Daniel Edward Elmer. Lepidagathis inaequalis ingår i släktet Lepidagathis och familjen akantusväxter. Inga underarter finns listade i Catalogue of Life.